# Monastère de Samyé
 (janvier 2021).
Si vous disposez d'ouvrages ou d'articles de référence ou si vous connaissez des sites web de qualité traitant du thème abordé ici, merci de compléter l'article en donnant les références utiles à sa vérifiabilité et en les liant à la section « Notes et références ».
Le Monastère de Samyé (tibétain : བསམ་ཡས་དགོན, Wylie : bsam yas dgon pa ; chinois : 桑耶寺 ; pinyin : sāngyē sì) est le premier monastère bouddhiste de l'école Nyingmapa construit sous l'Empire du Tibet (629 – 877), vers l'an 779, il fut fondé vraisemblablement par Padmasambhava et Shantarakshita. Le monastère possède une palissade circulaire entourant plusieurs petits temples.
Samyé est un endroit sacré important pour les pèlerinages tibétains. Il se situe à environ quatre heures d'autobus (environ 120 km au sud-est) du chef-lieu de la région autonome du Tibet, Lhassa, en République populaire de Chine.
Il est classé depuis le 20 novembre 1996 sur la 4e liste des sites historiques et culturels majeurs protégés au niveau national, sous le numéro de catalogue, 4-90.

## Historique

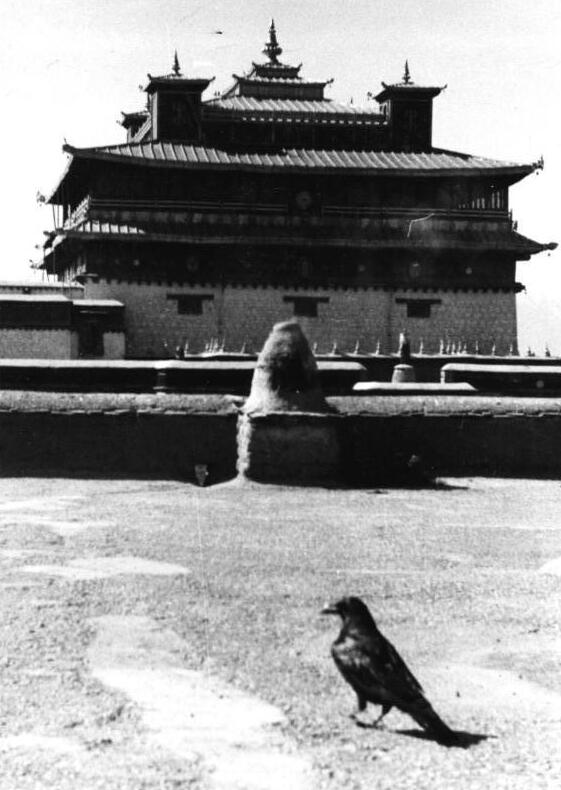
Photo de 1938

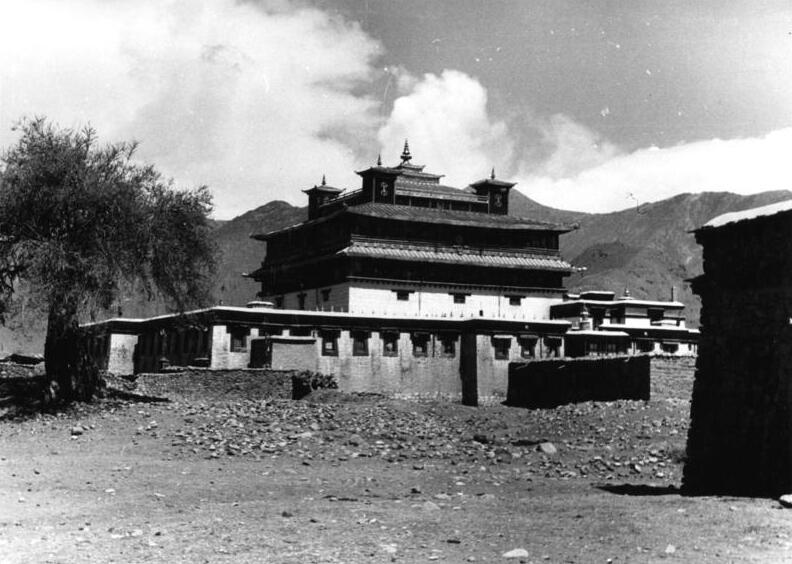
Photo de 1938

### Empire tibétain
Trisong Detsen (704? — 797), 38e roi de la dynastie Yarlong, et 6e empereur de l'Empire du Tibet, y implanta le bouddhisme. C'est sous son règne, en 779, que Shantarakshita et Padmasambhava fondèrent Samyé, le tout premier monastère bouddhiste au Tibet. C'est ce que décrit le testament de Ba, un manuscrit dont on a retrouvé des copies divergentes, décrivant également la fondation de ce monastère.
Le moine indien Shantarakshita, dont l’enseignement reposait sur les soutras, avait choisi le site de Samyé pour y bâtir un monastère. Néanmoins, arrivée à une certaine hauteur, la construction s’écroula. De nouvelles tentatives ne furent pas plus fructueuses. C’est alors qu’arriva Padmasambhava, maître indien du bouddhisme tantrique, qui acheva la construction du monastère.
Trisong Detsen y organisa, en 792, un débat philosophique entre les tenants du bouddhisme indien et ceux du bouddhisme chinois. À l'issue du débat, connu sous le nom de concile de Lhassa, le bouddhisme indien l'emporta. Aussi Trisong Detsen déclara-t-il le bouddhisme religion d'État au Tibet en présence de Padmasambhava et sa parèdre (épouse mystique) Yeshe Tsogyal, de Shantarakshita et Vimalamitra, ainsi que de nombreux traducteurs dont Vairotsana.
Trisong Detsen organisa également la répression de l'ancienne religion tibétaine (le bön).
En 838, Langdarma tue son frère Tri Ralpachen, empereur du Tibet et prend son trône, il fait interdire le bouddhisme et rend le bön, chamanisme local tibétain, religion officielle. Il se fait assassiner par un ermite bouddhiste (en 841 ou 842), le pays se retrouve alors de nouveau divisé.[pertinence contestée]

### Ganden Phodrang
L'empereur de la dynastie Qing, Qianlong (1735 — 1796), fait construire le temple de Puning, dans la province de Hebei à l'image de Samyé.

### République populaire de Chine

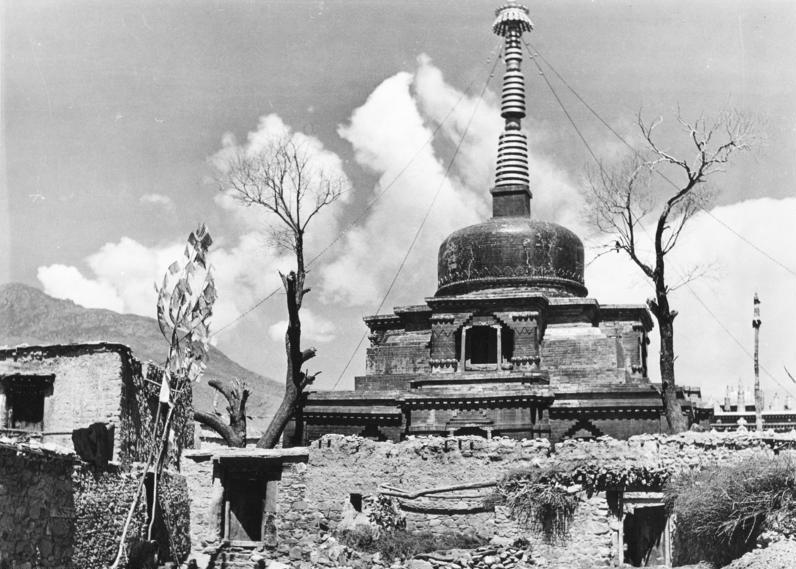
Une des Stupa de Samyé en 1939.
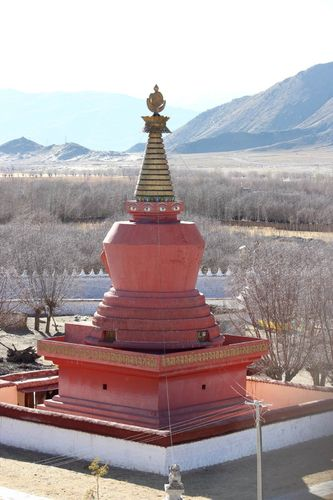
Stupa rouge du monastère en 2014.

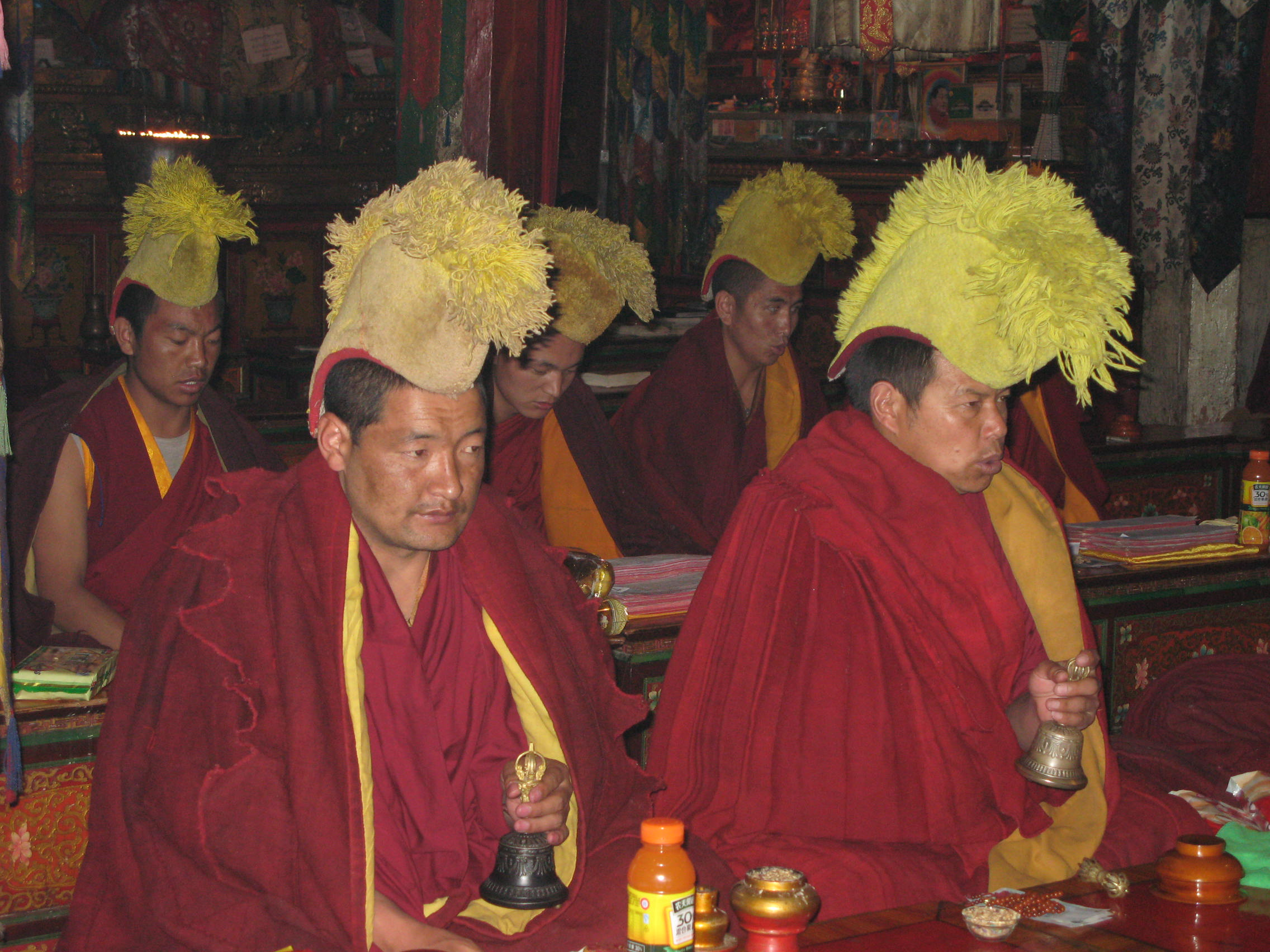
cérémonie du monastère en 2011

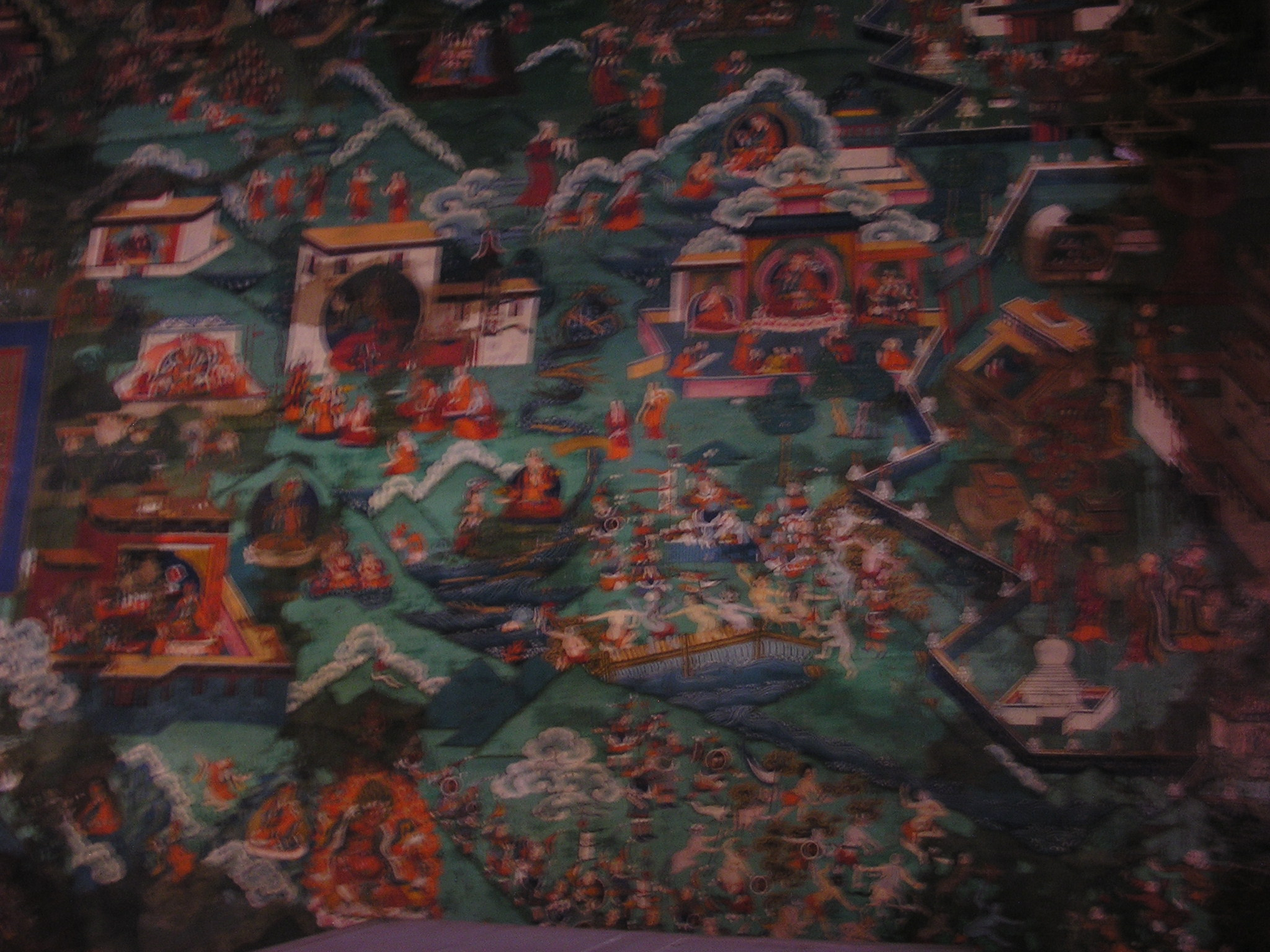
Fresque du temple

Détruit en partie pendant la révolution culturelle, son toit et ses Stupa ont totalement disparu, Samyé a été reconstruit après les années 1980.
En mai 2007, le Centre Tibétain pour les Droits de l'Homme et la Démocratie (TCHRD) affirme que la police armée chinoise a démoli une statue colossale de Padmasambhava au monastère de Samyé et que les blocs résultant de la démolition ont été transportés en un endroit inconnu. La statue avait été construite grâce aux fonds donnés par deux fidèles chinois de la ville de Guangzhou, dans la province de Guangdong. Interrogés, les responsables du monastère ont déclaré que la statue avait été démolie car elle avait été construite sans autorisation.
Le 10 février 2009, le Tibetan Centre for Human Rights and Democracy (TCHRD) a affirmé que 9 moines suivant des études au monastère de Samyé ont été condamnés à des peines de 2 à 15 ans de prison pour avoir participé aux brèves manifestations du 15 mars 2008 qui s'étaient tenues devant le siège principal administratif du gouvernement de Samyé dans le comté de Dranang, où les moines ont été rejoints par des centaines de Tibétains exigeant la liberté religieuse, les droits de l’Homme pour les Tibétains et le retour du dalaï-lama. Ils ont été détenus au centre de détention du Bureau de sécurité publique (PSB) du Lhoka.
Le 19 mars 2008, un moine qui venait du monastère de Dorje Drak, Namdrol Khakyab, s'est suicidé laissant un message où il parlait de la répression insupportable du régime chinois, clamant l'innocence des autres moines du monastère et prenant l'entière responsabilité de la manifestation.

## Répliques de Samyé
- Présentant certaines similitudes architecturales, le monastère Kagyu Samye Ling en Écosse fut fondé en 1967 par Chögyam Trungpa Rinpoché et Akong Rinpoché, et fut le premier centre de pratique du bouddhisme tibétain en Occident.

- Le projet de la construction du Temple pour la Paix de la congrégation Vajradhara-Ling en Normandie s’inspire de l'architecture traditionnelle de Samyé.